# Oktjabrske
Oktjabrske (ukrainisch Октябрське – seit 2016 offizielle Bijuk-Onlar/Біюк-Онлар; russisch Октябрьское/Oktjabrskoje, krimtatarisch Büyük Onlar) ist eine Siedlung städtischen Typs im Zentrum der Autonomen Republik Krim, Ukraine mit 11.700 Einwohnern (2016).

## Geographie
Oktjabrske liegt im Süden des Rajon Krasnohwardijske an der Fernstraße M 18 (E 105) 43 km nördlich von Simferopol, der Hauptstadt der Krim, und 25 km südlich des Rajonzentrums Krasnohwardijske.

## Geschichte
Erstmals schriftlich erwähnt wurde das Dorf mit dem damaligen, tatarischen Namen Büyük Onlar im Jahr 1784. In den frühen 1870er Jahren wurde der Ort an das Eisenbahnnetz angeschlossen. Vom 30. Oktober 1941 bis zum 12. April 1944 war das Dorf von Truppen der Wehrmacht besetzt. Nach der Deportation der Krimtataren wurde das Dorf am 14. Dezember 1944 von Bijuk-Onlar (ukrainisch Бію́к-Онла́р) in Oktjabrske umbenannt und erhielt am 25. Mai 1957 den Status einer Siedlung städtischen Typs. Am 12. Mai 2016 beschloss die Werchowna Rada der Ukraine die Umbenennung der Siedlung Bijuk-Onlar (Біюк-Онлар); die entsprechende Entschließung tritt allerdings erst mit der Rückkehr der Krim unter ukrainische Herrschaftsgewalt in Kraft.

## Bevölkerungsentwicklung
| Jahr      | 1805 | 1959  | 1970  | 1979  | 1989  | 2001   | 2016   |
| --------- | ---- | ----- | ----- | ----- | ----- | ------ | ------ |
| Einwohner | 130  | 7.528 | 8.343 | 8.833 | 9.487 | 10.904 | 11.684 |

Quelle: